# Hanevoet
Hanevoet is een buurt in het stadsdeel Gestel in de stad Eindhoven. De buurt ligt in het zuidwesten van Eindhoven in de wijk Oud Kasteel. Tot de voorzieningen behoort Winkelcentrum Kastelenplein. Op 1 januari 2023 telde de buurt 3.660 inwoners, verdeeld over 1.673 woningen, met een gemiddelde WOZ-waarde van € 334.000, op een oppervlakte van 0,73 km².

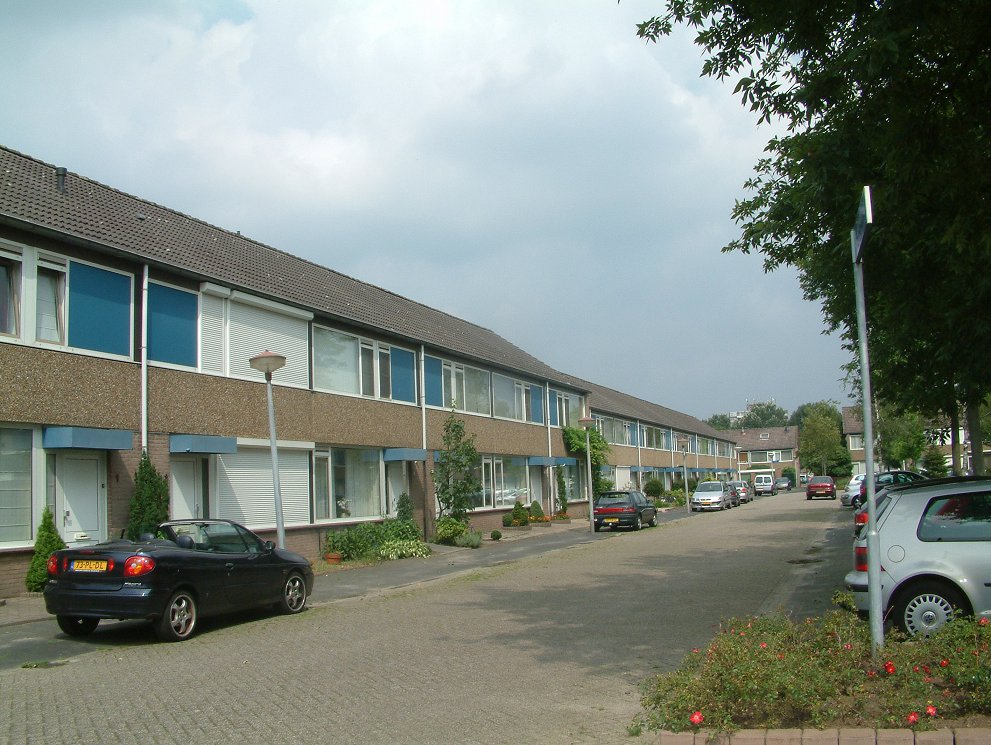
Zijpendaal
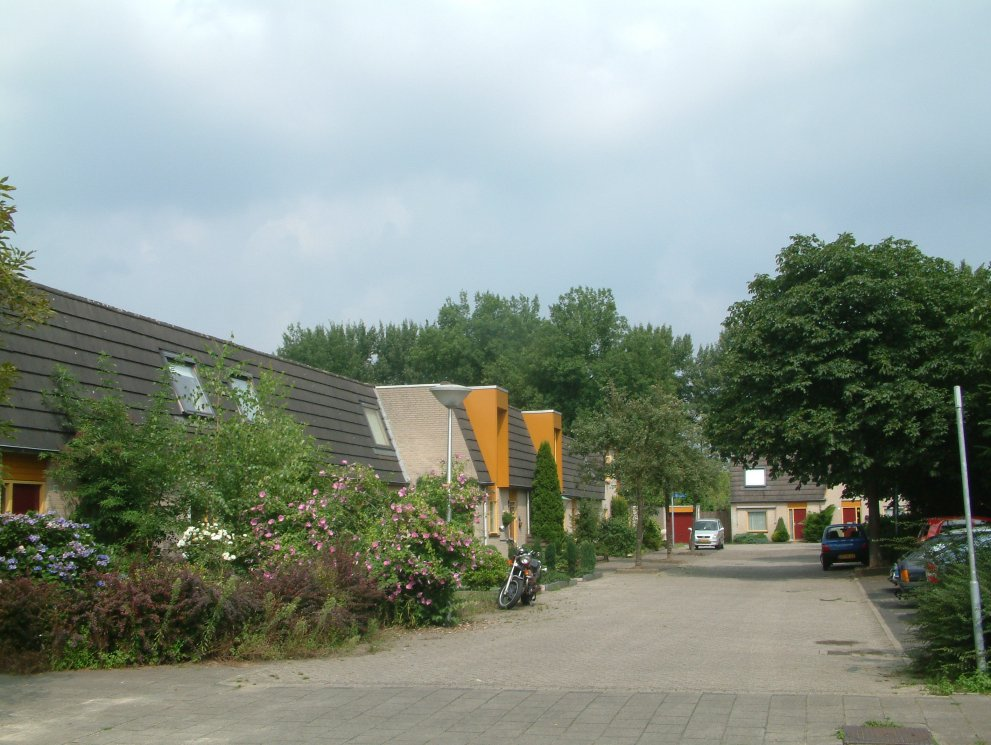